# Arne Würgler
Arne Würgler (født 30. oktober 1943 i København) er en dansk vokalist, sangskriver, guitarist og bassist. Han er bedst kendt for sit samarbejde med Benny Holst. Han er medstifter af DJBFA, hvor han var formand 1973 – 2007. Formand for KODA i perioderne 1989-91, 1995-97 og 2001-2003.
Würgler var opstillet som kandidat til Folketinget for Enhedslisten ved valgene i 1990 og 1994. Samme år opstillede han som kandidat for Folkebevægelsen mod EU ved valgene til Europaparlamentet.

## Musikalsk løbebane
Würgler startede sin karriere som jazzmusiker, men blev i 1968 bassist i Burnin Red Ivanhoe og i 1969 i Pan. I 1971 etablerede han sammen med Benny Holst en duo, som bl.a. spillede sange med tekster af Jesper Jensen og deltog i Agitpops aktiviteter. Samarbejdet indledtes med teaterstykket og Lpen "Skolesange", der lagde grunden til en stor succes som venstrefløjens "talerør" på musikscenen. Samtidig forlod han rockmusikken, hvor han senest havde spillet en kort periode med Blast Furnace, idet han angiveligt var blevet træt af de englsksprogede tekster. I 1985 udvidede Holst og Würgler duoen til en trio Sømanden og stjernerne, hvor det tredje medlem, sømanden var harmonikaspilleren Niels Petersen.
Würglers organisatoriske arbejde betød, at den musikalske udfoldelse var begrænset i længere perioder indtil hans pensionering i 2007. Han har dog hvert år siden 1971 spillet ved arrangementer den 1. maj, hvor bl.a. sangen "Røde Wilfred", der handler om en venstrefløjsaktivist er på programmet. Hans CD  En hjertesag udkom symbolsk på arbejderbevægelsens internationale kampdag fredag den 1. maj 2009.

## Priser
- 2020 Dansk Folkeferies Kulturpris
- 2017 FREDSPRIS, Kunstnere for fred
- 2009 Hæderspris Danske Jazz Beat og Folkemusik Autorer
- 2008 Gelsted, Kirk og Scherfigprisen
- 2006 Statens Kunstfond
- 1998 Jord og betons kulturpris
- 1981 Sømandsforbundets kulturpris

## Diskografi
- 1970: Pan (Sonet)
- 1971: Blast Furnace (Polygram)
- 1974 Frispark (Demos)
- 1977: Så er vi nået dertil. Sange fra en kold tid (Exlibris)
- 1980: Med egne ord (Exlibris)
- 1983: Hold fast engel (Harlekin)
- 1989: Nu er jeg blot en stemme (Dansk Melodi grand Prix, Harlekin, sunget af Pia Cohn)
- 1995: Amerikasange (Olufsen DOCD)
- 1998: Nej i Maj (Folkebevægelsen mod EU)
- 2007: Med egne ord (Opsamlings CD, (Exlibris))
- 2009 En Hjertesag, (Cope Records)
- 2013 Det Der Er (Cope Records)
- 2020 Huset Brænder (Exlibris)

### Benny Holst og Arne Würgler
- 1971: Skolesange (LP, Agitpop 1)
- 1972: Europasange (LP, Agitpop 2)
- 1973: Lærlingesange (EP, Agitpop 3)
- 1973: Hvorlænge endnu (LP, Agitpop 4)
- 1976: Den sidste olie (LP, Agitpop 6)
- 1979: Ta' parti (LP, Abra Cadabra)
- 1992: Europasange (cd, MSCD)
- 1999: Agitpop (cd, Olufsen)
- 2000: Panik (cd, Enhedslisten)